# Home and Abroad
Home and Abroad är ett livealbum av den brittiska gruppen The Style Council, utgivet 1986.

## Låtförteckning
1. The Big Boss Groove
2. My Ever Changing Moods
3. The Lodgers
4. Headstart for Happiness
5. (When You) Call Me
6. The Whole Point of No Return
7. Our Favourite Shop
8. With Everything to Lose
9. Homebreakers
10. Shout to the Top
11. Walls Come Tumbling Down!
12. Internationalists

Spår 1 och 7 finns med på CD-utgåvan, men ej på vinyl-LP:n.